# Loyola (geslacht)
Loyola is een geslacht van insecten uit de familie van de gaasvliegen (Chrysopidae), die tot de orde netvleugeligen (Neuroptera) behoort.

## Soorten
- L. beata (Walker, 1860)
- L. croesus (Gerstäcker, 1894)
- L. tripunctata Banks, 1924